# Dordives
Dordives település Franciaországban, Loiret megyében. Lakosainak száma 3257 fő (2022. január 1.). Dordives Souppes-sur-Loing, Ferrières-en-Gâtinais, Fontenay-sur-Loing, Nargis, Bransles, Chaintreaux és Château-Landon községekkel határos.

## Népesség
A település népességének változása:
| Lakosok száma | 1015 | 1941 | 2388 | 2802 | 3232 | 3301 | 3313 | 3280 | 3272 | 3257 |
|               | 1968 | 1982 | 1990 | 2006 | 2013 | 2015 | 2017 | 2019 | 2020 | 2022 |